# Монторфано
Монто̀рфано (на италиански: Montorfano; на ломбардски: Muntorfan, Мунторфан) е село и община в Северна Италия, провинция Комо, регион Ломбардия. Разположено е на 414 m надморска височина. Населението на общината е 2561 души (към 2017 г.).